# Амріта (ансамбль)
«Амрі́та» (санскр. अमृत, amṛta IAST — «безсмертний») — народний ансамбль індійського танцю. Створений у місті Тернопіль 1995.
Керівник — Еліна Абакарова. Колектив — учасник і лауреат багатьох всеукраїнських та міжнародних конкурсів і фестивалів.
З 1996 по 2001 ансамбль щороку здобував Диплом І ступеня на фестивалі «Тернопільська танцювальна весна», який відбувався у ПК «Березіль».